# Лувийцы
Лувийцы — сформировавшийся в Малой Азии в эпоху Бронзового века народ, говоривший на вымершем индоевропейском языке. Предполагается, что предки лувийцев мигрировали с территории Балканского полуострова и заселили территорию от Эгейского моря до Киликии.
Лувийцы испытали влияние как цивилизаций Древнего Востока (лувийские иероглифы), так и местного аборигенного населения. Ближайшими родственниками лувийцев были хетты.
Письменность основывалась на клинописи — XIV—XII вв до н. э. и иероглифах (иероглифический хеттский язык) — XVI—VIII вв до н. э.
В конце Бронзового века лувийцы испытали новую (фрако-фригийскую) волну миграции индоевропейских племен с территории Балкан.
В эпоху Железного века распались на ряд реликтовых народов: исавры, ликийцев, лидийцев, писидийцев и киликийцев.
Существует версия, что легендарные троянцы были лувийцами.
Иногда сопоставляются с древним царством Арцава, хотя в последнее время это отождествление оспаривается.
По версии И. М. Дьяконова, с конца II тысячелетия до н. э. лувийцы, наряду с хурритами и ураратами, участвовали в процессе сложения армянского народа.